# Coppa di Francia 1947-1948
La Coppa di Francia 1947-1948 è stata la 31ª edizione della coppa nazionale di calcio francese.

## Risultati

### Trentaduesimi di finale
| Squadra 1               | Risultato   | Squadra 2           |
| ----------------------- | ----------- | ------------------- |
| Montpellier             | 2 - 1       | Strasburgo          |
| Angers                  | 2 - 1       | CO Roche-la-Molière |
| RC Paris                | 7 - 2       | Castres             |
| Stade Français          | 1 - 1 (dts) | Nantes              |
| Quimper Cornouaille     | 5 - 1 (dts) | UF Barbezieux       |
| Stade Reims             | 1 - 0       | Le Mans             |
| Rennes                  | 1 - 1 (dts) | Roubaix-Tourcoing   |
| Rouen                   | 6 - 1       | SO Mazamet          |
| CO Saint-Chamond        | 5 - 0       | SO Merlebach        |
| Sochaux                 | 1 - 1 (dts) | Red Star            |
| CS Le Thillot           | 5 - 1       | CSC Hirson          |
| Tolosa                  | 1 - 0       | Paris UC            |
| AS Troyes-Sav.          | 1 - 0       | ES Thaon-les-Vosges |
| CA Valenciennes         | 2 - 1 (dts) | ES Juvisy-sur-Orge  |
| Versailles              | 7 - 2       | GC Angoulême        |
| CA Paris                | 2 - 1       | Alençon             |
| Nîmes                   | 6 - 1       | SC Orange           |
| Nizza                   | 1 - 1 (dts) | Olympique Alès      |
| Bayeux                  | 4 - 0       | ES Audenge          |
| Stade Béthunois         | 3 - 1 (dts) | ES Bully-les-Mines  |
| Bordeaux                | 4 - 0       | Stade Bordelais     |
| Cannes                  | 3 - 0       | SO Cholet           |
| Dieppe                  | 3 - 1       | SC Choisy-le-Roi    |
| Gueugnon                | 4 - 3 (dts) | Pays d'Aix          |
| Le Havre                | 1 - 0       | Valenciennes        |
| FC Nancy                | 2 - 1       | AS des Charentes    |
| Metz                    | 1 - 1 (dts) | SC Douai            |
| Olympique Marsiglia     | 5 - 2       | Sète                |
| Lilla                   | 7 - 0       | Montluçon           |
| Lens                    | 3 - 0       | Saint-Étienne       |
| Colmar                  | 1 - 0       | Amiens              |
| Olympique Saint-Quentin | 6 - 1       | US Melun            |

#### Spareggi
| Squadra 1      | Risultato   | Squadra 2         |
| -------------- | ----------- | ----------------- |
| Stade Français | 1 - 0       | Nantes            |
| Rennes         | 2 - 2 (dts) | Roubaix-Tourcoing |
| Sochaux        | 3 - 0       | Red Star          |
| Nizza          | 0 - 0 (dts) | Olympique Alès    |
| Metz           | 3 - 0       | SC Douai          |

#### Replay
| Squadra 1 | Risultato | Squadra 2         |
| --------- | --------- | ----------------- |
| Rennes    | 3 - 0     | Roubaix-Tourcoing |
| Nizza     | 5 - 1     | Olympique Alès    |

### Sedicesimi di finale
| Squadra 1       | Risultato   | Squadra 2               |
| --------------- | ----------- | ----------------------- |
| Angers          | 3 - 3 (dts) | Olympique Marsiglia     |
| AS Troyes-Sav.  | 3 - 1       | CO Saint-Chamond        |
| Sochaux         | 6 - 1       | CS Le Thillot           |
| Rennes          | 4 - 2       | Nîmes                   |
| Stade Reims     | 2 - 2 (dts) | Le Havre                |
| Stade Français  | 4 - 0       | CA Paris                |
| RC Paris        | 4 - 3       | Cannes                  |
| Nizza           | 4 - 2       | Quimper Cornouaille     |
| FC Nancy        | 2 - 1       | Tolosa                  |
| Metz            | 1 - 1 (dts) | Montpellier             |
| Stade Béthunois | 6 - 0       | CA Valenciennes         |
| Bordeaux        | 3 - 0       | Dieppe                  |
| Colmar          | 6 - 1       | Rouen                   |
| Gueugnon        | 4 - 1       | Versailles              |
| Lens            | 2 - 0       | Bayeux                  |
| Lilla           | 6 - 0       | Olympique Saint-Quentin |

#### Spareggi
| Squadra 1   | Risultato | Squadra 2           |
| ----------- | --------- | ------------------- |
| Angers      | 3 - 2     | Olympique Marsiglia |
| Stade Reims | 3 - 0     | Le Havre            |
| Metz        | 4 - 0     | Montpellier         |

### Ottavi di finale
| Squadra 1      | Risultato | Squadra 2       |
| -------------- | --------- | --------------- |
| Lilla          | 3 - 1     | Angers          |
| RC Paris       | 1 - 0     | Nizza           |
| FC Nancy       | 2 - 1     | AS Troyes-Sav.  |
| Sochaux        | 2 - 1     | Stade Reims     |
| Lens           | 3 - 2     | Rennes          |
| Stade Français | 4 - 0     | Stade Béthunois |
| Colmar         | 3 - 0     | Gueugnon        |
| Bordeaux       | 2 - 0     | Metz            |

### Quarti di finale
| Squadra 1 | Risultato   | Squadra 2      |
| --------- | ----------- | -------------- |
| Lilla     | 3 - 3 (dts) | RC Paris       |
| FC Nancy  | 4 - 1       | Sochaux        |
| Lens      | 2 - 1       | Stade Français |
| Colmar    | 1 - 0       | Bordeaux       |

#### Spareggi
| Squadra 1 | Risultato | Squadra 2 |
| --------- | --------- | --------- |
| Lilla     | 2 - 1     | RC Paris  |

### Semifinali
| Squadra 1 | Risultato | Squadra 2 |
| --------- | --------- | --------- |
| Lilla     | 2 - 1     | FC Nancy  |
| Lens      | 5 - 1     | Colmar    |

### Finale
| Arbitro: | Léon Boes |

| |            | |
| Vandooren 23’ Baratte 52’, 86’ | Marcatori  | 39’, 77’ Stanis |
| Félix Witkowski Joseph Jadrejak Jean-Marie Prévost Marceau Somerlinck Albert Dubreucq Jules Bigot Bolek Tempowski Roger Carré Roger Vandooren Jean Baratte Jean Lechantre | Formazioni | Georges Duffuler René Gouillard Stanislas Golinski Elias Melul Siklo Marcel Ourdouillié Marresch Marian Pachurka Jean Mankowski Stanis Michel Habera |
| André Cheuva | Allenatori | Nicolas Hibst |